# Zygopetalum crinitum
Zygopetalum crinitum é uma espécie de planta do gênero Zygopetalum e da família Orchidaceae. 

## Taxonomia
A espécie foi descrita em 1831 por George Loddiges. 
Os seguintes sinônimos já foram catalogados:  
- Zygopetalum crepeauxii  Carrière
- Zygopetalum crinitum coeruleum  B.S.Williams
- Zygopetalum crinitum rubellum  Regel
- Zygopetalum ghillanyi  Pabst
- Zygopetalum mackaii coeruleum  (B.S.Williams) Rollisson
- Zygopetalum mackaii nanum  J.Harrison
- Zygopetalum mackaii roseum  Rollisson ex Stein
- Zygopetalum mackaii velutinum  (Hoffmanns.) Rollisson
- Zygopetalum pubescens  Hoffmanns.
- Zygopetalum reginae  Pabst
- Zygopetalum stenochilum  Lodd. ex Drapiez
- Zygopetalum stenochilum  Lodd.
- Zygopetalum velutinum  Hoffmanns.
- Zygopetalum mackaii convexum  Mutel
- Zygopetalum mackaii crinitum  (Lodd.) Lindl.
- Zygopetalum microtus  Hoffmanns.

## Forma de vida
É uma espécie epífita, rupícola, terrícola e herbácea. 

## Descrição
Plantas epífitas; folhas com limbos curtos (20,9–38,0 centímetros de comprimento); inflorescência mais curta que de comprimento dos pseudobulbos mais folhas; labelo estreito (lobo mediano 2,5–3,3 centímetros de largura); sépalas e pétalas convexas. 
| Caule               | Caule         |
| ------------------- | ------------- |
| bainha              | não folhosa   |
| crescimento         | simpodial     |
| Folha               |               |
| pseudopecíolo       | presente      |
| Inflorescência      |               |
| posição             | arqueada      |
| Flor                |               |
| pétala e sépala     | amba maculada |
| labelo lobo lateral | inconspícuo   |
| posição             | perpendicular |
| adnato ao calo      | não adnato    |

## Conservação
A espécie faz parte da Lista Vermelha das espécies ameaçadas do estado do Espírito Santo, no sudeste do Brasil. A lista foi publicada em 13 de junho de 2005 por intermédio do decreto estadual nº 1.499-R. 

## Distribuição
A espécie é encontrada nos estados brasileiros de Bahia, Espírito Santo, Minas Gerais, Paraná, Rio de Janeiro, Rio Grande do Sul, Santa Catarina e São Paulo. 
Em termos ecológicos, é encontrada no domínio fitogeográfico de Mata Atlântica, em regiões com vegetação de mata ciliar, floresta estacional semidecidual, floresta ombrófila pluvial, mata de araucária e vegetação sobre afloramentos rochosos.